# Viola palustris
La viola palustre (Viola palustris L.) è una pianta appartenente alla famiglia Violaceae.